# Soldadura TIG

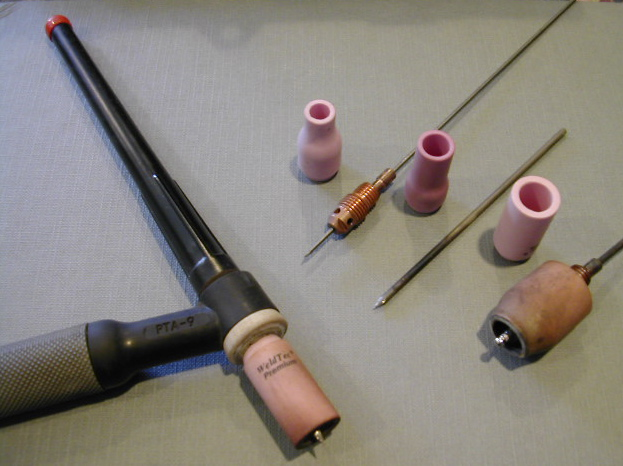
Accesorios para soldadura TIG

Esquema de la soldadura TIG

La soldadura TIG (del inglés tungsten inert gas) o soldadura GTAW (del inglés gas tungsten arc welding) se caracteriza por el empleo de un electrodo permanente de tungsteno, aleado a veces con torio o circonio en porcentajes no superiores a un 2%. El torio en la actualidad está prohibido ya que es altamente perjudicial para la salud. Dada la elevada resistencia a la temperatura del tungsteno (funde a 3410 °C), acompañada de la protección del gas, la punta del electrodo apenas se desgasta tras un uso prolongado. Los gases más utilizados para la protección del arco en esta soldadura son el argón y el helio, o mezclas de ambos.
Se precisa una gran habilidad por parte del soldador en comparación con otros procesos de soldeo dada la gran dificultad de soldeo.
La gran ventaja de este método de soldadura es, básicamente, la obtención de cordones más resistentes, más dúctiles y menos sensibles a la corrosión que en el resto de procedimientos, ya que el gas protector impide el contacto entre el oxígeno de la atmósfera y el baño de fusión. Además, dicho gas simplifica notablemente la soldadura de metales ferrosos y no ferrosos, por no requerir el empleo de desoxidantes, con las deformaciones o inclusiones de escoria que pueden implicar. Otra ventaja de la soldadura por arco en atmósfera inerte es la que permite obtener soldaduras limpias y uniformes debido a la escasez de humos y proyecciones; la movilidad del gas que rodea al arco transparente permite al soldador ver claramente lo que está haciendo en todo momento, lo que repercute favorablemente en la calidad de la soldadura. El cordón obtenido es por tanto de un buen acabado superficial, que puede mejorarse con sencillas operaciones de acabado, lo que incide favorablemente en los costes de producción. Además, la deformación que se produce en las inmediaciones del cordón de soldadura es menor.
Como inconvenientes está la necesidad de proporcionar un flujo continuo de gas, con la subsiguiente instalación de tuberías, bombonas, etc., y el encarecimiento que supone. Además, este método de soldadura requiere una mano de obra muy especializada, lo que también aumenta los costes. Por tanto, no es uno de los métodos más utilizados sino que se reserva para uniones con necesidades especiales de acabado superficial y precisión.

## Información general
Hoy en día se está generalizando el uso de la soldadura TIG sobre todo en aceros inoxidables y especiales ya que a pesar del mayor coste de esta soldadura, debido al acabado obtenido en nuestros días, las exigencias tecnológicas en cuanto a calidad y confiabilidad de las uniones soldadas, obligan a adoptar nuevos sistemas, destacándose entre ellos la soldadura al arco con electrodo de tungsteno y protección gaseosa (TIG). El proceso TIG es muy utilizado en la industria alimentaria y farmacéutica gracias a que es un proceso muy limpio que no deja residuos y no contamina el metal base. Una ventaja muy grande del proceso TIG es que se puede controlar de manera muy precisa la temperatura y por lo tanto la soldadura puede penetrar aceros de gran espesor y es ideal para soldar juntas biseladas que necesitan de gran precisión porque son juntas que serán sometidas a grandes esfuerzos mecánicos.
El sistema TIG es un sistema de soldadura al arco con protección gaseosa, que utiliza el intenso calor de un arco eléctrico generado entre un electrodo de tungsteno no consumible y la pieza a soldar, donde puede o no utilizarse metal de aporte. Se utiliza gas de protección cuyo objetivo es desplazar el aire, para eliminar la posibilidad de contaminación de la soldadura por el oxígeno y nitrógeno presente en la atmósfera. La característica más importante que ofrece este sistema es entregar alta calidad de soldadura en todos los metales, incluyendo aquellos difíciles de soldar, como también para soldar metales de espesores delgados y para depositar cordones de raíz en unión de cañerías.
Las soldaduras hechas con el sistema TIG son más fuertes, más resistentes a la corrosión y más dúctiles que las realizadas con electrodos convencionales. Cuando se necesita alta calidad y mayores requerimientos de terminación, es necesario utilizar el sistema TIG para lograr soldaduras homogéneas, de buena apariencia y con un acabado completamente liso

## Características y ventajas
- No se requiere de fundente para el proceso.
- No hay salpicadura, chispas ni emanaciones, al no circular metal de aporte a través del arco.
- Brinda soldaduras de alta calidad en todas las posiciones, sin distorsión.
- Al igual que todos los sistemas de soldadura con protección gaseosa, el área de soldadura es claramente visible.
- El sistema puede ser automatizado, controlando mecánicamente la pistola o el metal de aporte.

### Equipo
El equipo para sistema TIG consta básicamente de:
- Fuente de energía
- Máscara
- Unidad de alta frecuencia
- Antorcha
- Suministro gas de protección
- Suministro agua de enfriamiento

### Beneficios
- Adecuada para soldaduras de responsabilidad (pase de raíz)
- El proceso puede ser mecanizado o robotizado
- Facilita la soldadura en lugares de difícil acceso
- Ofrece alta calidad y precisión
- Óptimas resistencias mecánicas de la articulación soldada
- Poca generación de humo
- Soldaduras claras, brillantes y con óptimo acabado, sin usar flujo de limpieza, prescindiendo de acabado final y reduciendo costos de fabricación
- Soldadura en todas las posiciones

### Aplicaciones típicas
- Soldadura de la primera pasada de tuberías de aceros aleados, aceros inoxidables y aleaciones de níquel.
- Soldadura de equipos de aluminio, titanio y aleaciones de níquel.
- Soldadura de tubos a la placa de los intercambiadores de calor.
- Soldadura interna de reactores de urea en acero inoxidable y titanio.